# Viviers-lès-Montagnes

Viviers-lès-Montagnes este o comună în departamentul Tarn din sudul Franței. În 2009 avea o populație de 1.727 de locuitori.

## Evoluția populației
| An        | 1975 | 1982  | 1990  | 1999  | 2006  | 2009  |
| --------- | ---- | ----- | ----- | ----- | ----- | ----- |
| Populație | 870  | 1.347 | 1.473 | 1.633 | 1.666 | 1.727 |